# Panorama Tower
Panorama Tower é um arranha-céu de 85 andares de uso misto em Miami, na Flórida. Ele está localizado no distrito de Brickell, no centro de Miami. Foi originalmente aprovado pela cidade de Miami e pela Federal Aviation Administration em 2006, mas foi suspenso devido à Grande Recessão. O projeto foi revivido em 2012 quando o proprietário Tibor Hollo contratou a Moshe Cosicher, arquiteto AIA, para redesenhar o projeto. Em 2013, o projeto foi revisado; a torre de 265 metros de altura inclui residências, hotéis, lojas e escritórios. É o edifício mais alto de Miami e o maior da Flórida, mas pode logo depois ser ultrapassado por várias outras torres, incluindo dois de seus próprios projetos (The Towers by Foster + Partners e One Bayfront Plaza). Ele ultrapassou o Four Seasons Hotel Miami como o edifício mais alto quando atingiu o topo no final de 2017. O projeto é o primeiro desenvolvimento na cidade de Miami a ser parcialmente financiado por vistos EB-5. Embora todo o local fosse tecnicamente endereçado à 1101 Brickell Avenue, o prédio na verdade está localizado na parte de trás do lote, atrás de dois edifícios de escritórios existentes, na 1100 Brickell Bay Drive. Fica a cerca de dois quarteirões da estação Tenth Street Metromover.

## Construção
A preparação do local começou no final de 2013 com a limpeza do local e a demolição de um estacionamento existente, com obras de fundação pela Fundação HJ, parte do Grupo Keller, começando em junho de 2014, quando Tutor Perini, com sede na Califórnia, foi premiado com o contrato de US$ 255 milhões como o contratante principal. Em janeiro de 2015, a construção estava adiantada. O concreto derramamento contínuo para aproximadamente a laje da jangada exigiu centenas de caminhões de cimento operando por mais de 24 horas de várias fábricas. A cerca de 11,000 m3 (388,461 cu ft)     pour ocorreu em um fim de semana no final de março de 2015 e foi um dos maiores derramamentos contínuos da história da Flórida. O projeto recebeu um empréstimo de construção de US $ 340 milhões da Wells Fargo em 2015, com a construção em andamento. Em outubro de 2015, a construção estava até o topo do pedestal de 19 andares. Em janeiro de 2016, o edifício recebeu um certificado de ocupação temporária (TCO) para os 11 andares inferiores do estacionamento. Os usuários dos edifícios existentes usaram o estacionamento externo nesse ínterim. Mais de 1×106 sq ft (93,000 m2)       do projeto foi estruturalmente concluído, e o edifício ainda estava dentro do cronograma para conclusão no final de 2017. DeSimone Consulting Engineers atuou como engenheiro estrutural no projeto. A empresa projetou várias torres e arranha-céus em todo o mundo e frequentemente trabalha com arquitetos e desenvolvedores de renome em projetos de destaque em todo o mundo.
Em 24 de março de 2017, na mesma semana em que o edifício ultrapassou oficialmente a altura do Four Seasons Hotel Miami, um pequeno incêndio começou no 68º andar pouco antes das 7 da noite. Foi apagado em poucas horas, sem feridos ou atraso no cronograma do projeto. A causa não foi imediatamente conhecida. Nenhum trabalho estava em andamento quando o incêndio começou.